# Prinsenhuis

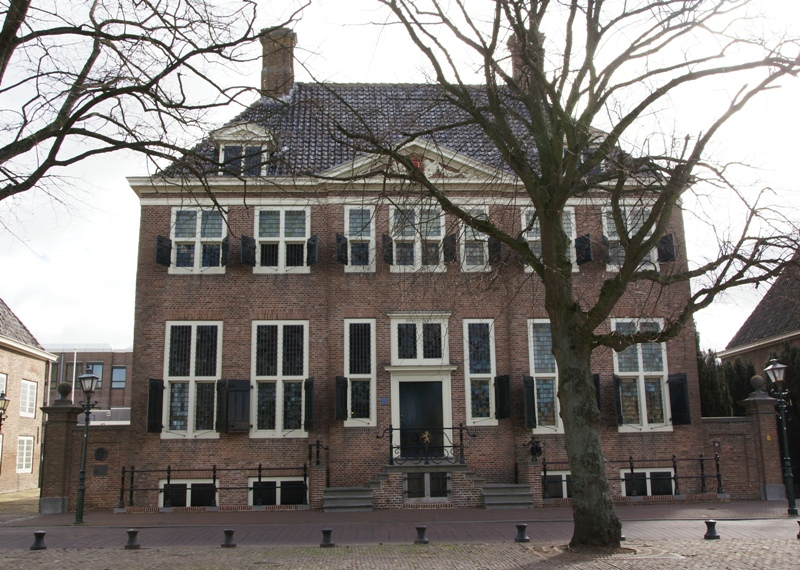

Het Prinsenhuis of Landshuis is een historisch pand aan de Oostzanddijk in Hellevoetsluis. Het Prinsenhuis werd in 1664 gebouwd naar ontwerp van Pieter Post.  Het werd gebruikt als woning voor de 'commies', een ambtenaar, en logement van de Gecommitteerde Raden van de Staten van Holland en West-Friesland. De naam dankt het pand aan het misverstand dat koning-stadhouder Willem III in 1688 aan de vooravond van zijn overtocht naar Engeland hier de nacht zou hebben doorgebracht. In werkelijkheid verbleef hij in het gebouw van de admiraliteit, enkele tientallen meters verderop. Tegenwoordig wordt het gebruikt als Raadhuis.